# کیمبال (آریزونا)
کیمبال (به انگلیسی: Kimball) یک منطقهٔ مسکونی در ایالات متحده آمریکا است که در آریزونا واقع شده‌است. کیمبال ۸۷۸ متر بالاتر از سطح دریا واقع شده‌است.